# 장신썬
장신썬(張鑫森, 1953년 7월 ~ )은 중화인민공화국의 외교관이다. 아일랜드 주재 중국 대사를 거쳐 2010년 4월부터 2014년 2월까지 주한 중국 대사에 부임하였다. 이전에는 주한 중국 대사는 부국장급이 부임했지만, 장신썬부터는 국장급이 부임하게 되는 형태로 변경되었다.

## 약력
상하이시 출신으로, 베이징 외국어 학원 졸업 후 중국 국가 행정학원과 하버드 대학교 케네디 스쿨까지 수료하였다. 2002년부터 2005년 11월까지 중국 외교부 홍콩 및 마카오 대사 사장과 2005년 11월~2007년 9월 아일랜드 주재 중국 대사, 2007년 9월부터 2010년 4월 외교부 판공청 주임, 2010년 4월부터 2014년 2월까지 주한 중국대사에 부임한 바 있었다.

### 주한 대사로써
2010년 4월 장신썬 대사가 최초로 부임할 때 천안함 피격 사건이 발발된 시점이라, 당시의 싱하이밍 부대사의 말을 인용한 결과, 시간이 흘러도 뒤집히지 않을 만한 내용이라는 근거를 두고 있어, 피격 및 침몰된 천안함은 아직도 검토할 것이 많이 있고 도대체 천안함이 어떻게 침몰했는지 아직 확실한 증거가 없다는 내용이 있다. 그러나 얼마 못가 또 다른 비극인 연평도 포격 사태가 벌어짐에 따라 그날 밤 당시 김성환 외교통상부 장관이 외교부 청사에서 장신썬 주한 중국 대사를 소환하여 조선민주주의인민공화국의 도발 상황을 구체적으로 설명하자 신중한 입장을 보이기도 하였다. 외교부의 인용에 따르면 장 대사가 해당 사건에 대해 ‘조속히 안정적으로 처리되기를 희망하고 있다.’며 원론적인 대답을 내놓고 말을 아낀 것으로 나와 있다. 또 이듬해인 2011년에는 주중국 대한민국 대사관에 벌어진 쇠구슬 피격 사건에 대해, 외교적으로 무례하게 일으키는 것, 한국을 일본은 물론 북한보다도 더 못한 아랫급 국가로 취급하는 문제가 나오게 됨에 따라, 멀쩡한 강화 유리를 파손시키는 것으로 보이게 되는 등 묵묵부답인 상태까지 머물러야 하는 이유가 있던 것으로 보인다. 그러나 해당 사건이 터지기도 채 가시기 직전에 불법 조업중인 중국 어선을 나포하는 과정상 해경 2명의 사상자가 발생되는 사건이 일어나면서 숨지거나 상해를 입히게 하는 사태가 벌어질 정도로 중국의 국제적인 망신으로 맹비난을 산 것으로 보여오기도 하였다. 그리고 2012년에 있었던 여수엑스포에도 초빙하여 관람한 이력이 있어, 왕치산 중국 국무원 부총리를 비롯한 일행들과 같이 초청하게 되었다. 이 와중에 주한 일본 대사관에 화염병을 던진 중국 국적자인 류창의 신병 인도 문제도 2012년 당시 센카쿠·댜오위다오의 영유권 다툼에 따라, 이에 대한 불만과 불신이 제3국까지 확대되면서 중일 관계를 먹구름으로 만들게 하는 등 외교적 갈등을 해결하는 것은 물론 중국으로 빨리 인도하기 위해 양국 정부와 당시 주한 일본 대사인 무토 마사토시 주한 일본 대사와 대한민국 외교부, 과거 주한 중국 대사 경력을 가진 주일 중국 대사인 청융화 등 중재 담당 기관이나 관련자 등의 설득과 노력이 필요하자, 이에 따라 중국에 완전히 인도하여 귀국시키는 것도 역시 시간이 점차 지연된 바 있었다.